# تلمبة سلمان (مقاطعة فسا)
تلمبة سلمان (بالإنجليزية: Tolombeh-ye Rahman)‏ هي human-geographic territorial entity تقع في فارس في إيران.